# 표준시

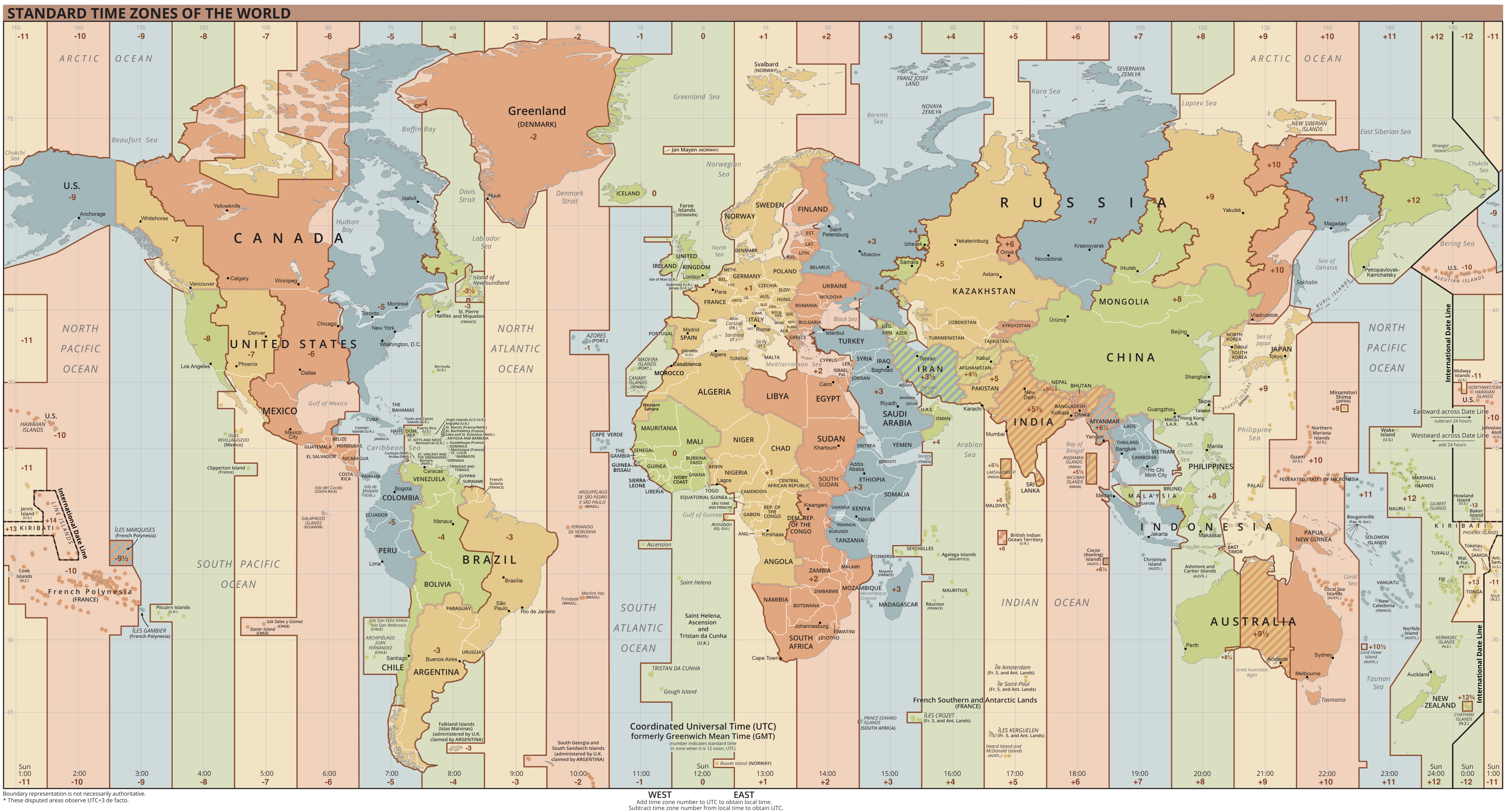
현재의 세계 표준시.

표준시(標準時)는 한 국가 또는 넓은 지역이 공통으로 사용되는 지방시(地方時)를 말한다.
지방시란 어떤 지역 · 지점의 시간에서 원래는 평균태양시이며, 관측 지점에 따라, 경도의 차이로 1도 당 4분의 시차가 발생한다. 옛날에는 떨어진 도시는 각각의 시간을 이용하여 동일한 시간에 맞출 수는 없었다. 이에 대해 표준시는 넓은 지역이 공통 시간을 사용한다.
표준시 사용 시간은 현재는 협정 세계시 (UTC±00:00)로 차이가 1시간 또는 30분 단위가 되는 경도 지점의 시간을 이용하는 것이 많다. 경도의 선정은 국가나 지역, 경도 범위의 중심과 인구 밀도, 도시의 위치, 그 표준시가 사용되는 지역 간의 시차 등이 고려된다.

## 역사
표준시가 도입되기 이전에는 각 지자체마다 그 도시에서 태양의 위치에 맞게 시계를 맞췄다. 즉 도시와 관측 지점마다 정한 평균태양시였다. 이동자는 이동할 때마다 시계를 맞게 할 필요가 있었다.
철도가 부설되기 이전에는, 철도에 의해 빠르게 이동하게 되면서 자주 시계를 맞출 필요가 생겼다. 또한 철도 운행 자체에 미치는 영향도 무시할 수 없게되었다.
이 문제를 해결하기 위해 일부 지역에서 철도 운행에 관한 모든 시계에 공통 시간을 이용한다는 철도 시간(railway time)의 표준 시간대가 영국에서 만들었다. 이 공통 시간으로는 기준이 되는 지점의 평균 태양시를 이용했다. 영국에서는 런던의 시간, 즉 그리니치 평균시를 여기에 사용하였다.
1884년 국제 자오선 회의  (International Meridian Conference)에서 그리니치 자오선을 본초 자오선으로 국제적으로 채택하고, 그리니치 평균시가 세계 각 지역의 시계를 맞추는 시간 기준의 지위를 획득했다.
이 회의에서는 샌드 플레밍이 시간 대역의 구조를 제안했지만, 본초 자오선을 결정하는 회의의 목적에서 이탈이라는 이유로 채용은 보류되었다. 그러나 실제로는 1929년까지 주요 국가의 대부분이 시간 대역을 채용했다.

## 같이 보기
- 시간대
- 한국 표준시
- 표준시 목록